# Большой Сусай
Большой Сусай — река в России, протекает в Чердынском районе Пермского края. Устье реки находится в 334 км по правому берегу реки Колва. Длина реки составляет 14 км.
Исток реки в предгорьях Северного Урала в 11 км к северо-востоку от деревни Черепаново близ границы с Республикой Коми. Исток лежит на водоразделе Камы и Печоры, рядом находится исток реки Бердыш. Генеральное направление течения — юго-восток. Всё течение проходит по ненаселённой местности, среди холмов, покрытых лесом. Течение — быстрое. Притоки: Таличная Рассоха (правый); Большая Рассоха, Маланьина Рассоха, Пушин Лог (левые). Впадает в Колву ниже нежилой деревни Сусай. Ширина реки у устья — около 6 метров.

## Данные водного реестра
По данным государственного водного реестра России относится к Камскому бассейновому округу, водохозяйственный участок реки — Кама от водомерного поста у села Бондюг до города Березники, речной подбассейн реки — бассейны притоков Камы до впадения Белой. Речной бассейн реки — Кама.
По данным геоинформационной системы водохозяйственного районирования территории РФ, подготовленной Федеральным агентством водных ресурсов:
- Код водного объекта в государственном водном реестре — 10010100212111100005638
- Код по гидрологической изученности (ГИ) — 111100563
- Код бассейна — 10.01.01.002
- Номер тома по ГИ — 11
- Выпуск по ГИ — 1